# アマノ (ホームセンター)
株式会社アマノは、秋田県男鹿市船越に本社を置くスーパーセンター (SuC) 業態の店舗を展開する企業。

## 概要
天野金物店として創業。1985年に法人化し、有限会社天野金物店を設立。その後、ホームセンターであるホームプラザアマノを男鹿市船越に開業した。
1998年、南秋田郡井川町の人家も少なく田畑に囲まれた地に、土地代を含む15億円を投じ店舗面積9,370m2の東北初のSuCである井川店を開業した。同店は、郡部の人口密度の薄い大型商業施設の空白区に出店することで、他地域に流出していた地域の日常生活にかかわる消費を捕捉することを狙い設けた。2000年にホームプラザアマノもSuCに改装した。
2008年、知名度向上や秋田県内他地域や秋田県外への出店の足掛かりとすべく、秋田市御所野堤台の国道13号の近接地13,200m2を都市再生機構から賃借し、SuCの御所野店を開設した。
2010年に新社名を公募し、同年7月1日付でアマノと商号変更した。
2016年11月、移動スーパーを運営する「とくし丸」との業務提携に基づき、買い物弱者を支援しようと男鹿店を拠点に移動スーパー事業に参入。個人事業主がとくし丸の販売用トラックを所有し、アマノが供給する商品を販売する体制を構築した。また、これに先立ち男鹿市との間で、地域住民の異変等に気づいた際、市に状況を連絡する「市民見守り協定」を締結した。

## 沿革
- 1985年 - 有限会社天野金物店として設立。
- 1985年 - 男鹿市船越にホームセンター、「ホームプラザアマノ」を開業。
- 時期不明 - 有限会社から株式会社に組織変更し、株式会社天野金物に改称。
- 1998年 - 東北地方初となるスーパーセンター業態の店舗、「スーパーセンターアマノ井川店」を南秋田郡井川町に開設。
- 2000年 - 「ホームプラザアマノ」をSuC店舗に転換し、「スーパーセンターアマノ男鹿店」を開設。
- 2008年 - 秋田市御所野堤台に「スーパーセンターアマノ御所野店」を開設。
- 2010年 - 社名を株式会社アマノへ改称。
- 2025年（令和7年）1月24日 - 秋田県は「あきたSGDsアワード2024」にて、応募した8企業・団体からアマノなど6企業・団体を表彰[4]。

## 展開店舗
- スーパーセンターアマノ男鹿店 - 男鹿市船越字内子156番地
- スーパーセンターアマノ井川店 - 南秋田郡井川町北川尻字新坂90番地1
- スーパーセンターアマノ御所野店 - 秋田市御所野堤台一丁目5番1号